# Список эпизодов мультсериала «Вселенная Стивена»
«Вселенная Стивена» (англ. Steven Universe) — американский мультсериал, созданный Ребеккой Шугар, известной по работе над «Временем приключений» для телеканала Cartoon Network.
Сюжет повествует о мальчике Стивене Вселенном, живущим с "кристальными самоцветами", защищающими землю от других самоцветов, намеревающихся напасть на неё.
По состоянию на 2020 год были выпущены 173 серии, первая из которой вышла 4 ноября 2013 года. Всего выпущено 6 сезонов сериала. Первый сезон состоит из 52-х серий и выходит с ноября 2013 года по март 2015 года. Второй сезон, состоящий из 26 серий выпускался с марта 2015 года по январь 2016 года. Третий сезон, состоящий из 25 серий выходил с мая по август 2016 года. Четвёртый сезон также с 25 сериями выходил с августа 2016 года по май 2017 года. Пятый сезон с 25 сериями выходил с мая 2017 года по январь 2019 года. После длительного хиатуса в 2017 году, длившегося 7 месяцев (июнь-декабрь), сериал потерял почти половину своих зрителей (1.52 млн — 0.85 млн).
Шестой сезон вышел в декабре 2019 года «Steven Universe Future», первые 4 серии вышли 7 декабря 2019 года. Всего в шестом сезоне 20 серий.
Серии также выходили на физических носителях DVD и Blue-Ray на территории США

## Пилотная серия
| Название | Режиссёр                                   | Автор сценария | Дата премьеры | Произв. код |
| --- | ------------------------------------------ | -------------- | ------------- | ----------- |
| The Time Thing | Фил Ринда, Сью Мондт и Дженнди Тартаковски | Ребекка Шугар  | май 21, 2013  | 501-???     |
| Данная серия не является частью канона. Гранат, Аметист и Жемчуг возвращаются из межгалактической миссии и приносят волшебные песочные часы. Стивен обнаруживает, что с помощью данного артефакта он может возвращаться назад во времени, и начинает постоянно применять данное устройство, не подозревая, к каким опасным последствиям это может привести. |                                            |                |               |             |

## Первый сезон
| № общий | № в сезоне | Название                                                   | Художественный руководитель | Автор сценария                                                  | Дата премьеры     | Произв. код | Зрители США (млн) |
| --- | ---------- | ---------------------------------------------------------- | --------------------------- | --------------------------------------------------------------- | ----------------- | ----------- | ----------------- |
| 1 | 1          | «Вспышка Самоцвета»(англ. Gem Glow)                        | Кевин Дарт                  | Джо Джонстон и Джефф Лиу                                        | ноябрь 4, 2013    | 1020-003    | 1.86              |
| Стивен расстроен, что его любимое мороженое больше не выпускается. Самоцветы добывают его последние запасы, и мальчик думает, оно может быть ключом к активации его собственного камня в животе. |            |                                                            |                             |                                                                 |                   |             |                   |
| 2 | 2          | «Свето-лазерная Пушка»(англ. Laser Light Cannon)           | Кевин Дарт                  | Кэт Моррис и Ребекка Шугар                                      | ноябрь 4, 2013    | 1020-001    | 1.86              |
| Городу угрожает «красный глаз». Единственный способ уничтожить его — активировать пушку Розы Кварц, матери Стивена. Её надо найти в гараже Грега. |            |                                                            |                             |                                                                 |                   |             |                   |
| 3 | 3          | «Рюкзак-чизбургер»(англ. Cheeseburger Backpack)            | Кевин Дарт                  | Айан Джонс-Куортей и Ребекка Шугар                              | ноябрь 11, 2013   | 1020-002    | 1.68              |
| Самоцветы берут Стивена на его первую миссию, которая заключается в том, чтобы поставить статуэтку богини Луны на вершине шпиля Лунного моря, руин храма, который когда-то возвела цивилизация самоцветов. Стивен хочет доказать, что полезен для команды. |            |                                                            |                             |                                                                 |                   |             |                   |
| 4 | 4          | «Совместный Завтрак»(англ. Together Breakfast)             | Кевин Дарт                  | Айан Джонс-Куортей, Ребекка Шугар и Пол Виллко                  | ноябрь 11, 2013   | 1020-004    | 1.68              |
| Стивен хочет поделиться с самоцветами своим завтраком и отправляется через портал в хрустальный храм, но неожиданно к жизни возвращается опасный артефакт. Его надо победить. |            |                                                            |                             |                                                                 |                   |             |                   |
| 5 | 5          | «Жарик»(англ. Frybo)                                       | Кевин Дарт                  | Рэйвен Молиси и Пол Виллко                                      | ноябрь 18, 2013   | 1020-008    | 1.29              |
| Стараясь помочь своему другу Пиди, работнику пиццерии, управляемой его семьёй, Стивен приносит ему маскот, в котором оказывается осколок самоцвета. Из-за этого тот «оживает» и становится опасным. |            |                                                            |                             |                                                                 |                   |             |                   |
| 6 | 6          | «Кото-пальцы»(англ. Cat Fingers)                           | Кевин Дарт                  | Кэт Моррис, Хилари Флоридо, Айан Джонс-Куортей, и Ребекка Шугар | ноябрь 25, 2013   | 1020-005    | 1.71              |
| Исследуя силы своего камня, Стивен превращает собственные пальцы в «котят», при этом не зная, как вернуть их в исходное состояние. Ситуация выходит из-под контроля. |            |                                                            |                             |                                                                 |                   |             |                   |
| 7 | 7          | «Товарищи по Шару»(англ. Bubble Buddies)                   | Кевин Дарт                  | Кэт Моррис и Алес Романилос                                     | декабрь 2, 2013   | 1020-006    | 1.61              |
| Стивен, спасая девочку по имени Конни Махишваран от падающего валуна, формирует вокруг себя и неё защитную сферу, однако понятия не имеет, как её убрать. |            |                                                            |                             |                                                                 |                   |             |                   |
| 8 | 8          | «Серьёзный Стивен»(англ. Serious Steven)                   | Кевин Дарт                  | Джо Джонстон и Джефф Лиу                                        | январь 13, 2014   | 1020-007    | 1.35              |
| Скитаясь по древнему лабиринту самоцветов во время миссии, Стивен хочет снова доказать, что он может быть самостоятельным. |            |                                                            |                             |                                                                 |                   |             |                   |
| 9 | 9          | «Тигр-миллионер»(англ. Tiger Millionaire)                  | Кевин Дарт                  | Рэйвен Молиси и Пол Виллко                                      | январь 20, 2014   | 1020-011    | 1.57              |
| Аметист раздражена из-за постоянных наставлений Жемчуг и Гранат, поэтому решает тайно принять участие в соревнованиях по реслингу. |            |                                                            |                             |                                                                 |                   |             |                   |
| 10 | 10         | «Лев для Стивена»(англ. Steven's Lion)                     | Кевин Дарт и Элле Мишалка   | Ламар Абрамс и Алес Романилос                                   | январь 27, 2014   | 1020-012    | 1.51              |
| Во время очередной миссии Стивен находит в пустыне волшебного розового льва и заводит с ним дружбу. |            |                                                            |                             |                                                                 |                   |             |                   |
| 11 | 11         | «Игромания»(англ. Arcade Mania)                            | Кевин Дарт                  | Ламар Абрамс, Алес Романилос и Люк Уэбер                        | февраль 17, 2014  | 1020-009    | 1.17              |
| Стивен решает посетить с самоцветами зал игровых автоматов, однако Гранат слишком увлекается одним из них. |            |                                                            |                             |                                                                 |                   |             |                   |
| 12 | 12         | «Великанша»(англ. Giant Woman)                             | Кевин Дарт                  | Джо Джонстон и Джефф Лиу                                        | февраль 24, 2014  | 1020-010    | 1.89              |
| Стивен уговаривает Аметист и Жемчуг соединиться в Опал. Увы, это слияние нестабильно из-за несовместимости характеров своих создательниц. |            |                                                            |                             |                                                                 |                   |             |                   |
| 13 | 13         | «Сплошные Дни Рождения»(англ. So Many Birthdays)           | Элле Мишалка                | Рэйвен Молиси и Пол Виллко                                      | март 3, 2014      | 1020-014    | 1.17              |
| Стивен узнал, что каждой из самоцветов уже несколько тысяч лет. Он решает устроить грандиозную вечеринку в честь их «именин», а параллельно задумывается, что сам скоро вырастет, и начинает поразительно быстро стареть. |            |                                                            |                             |                                                                 |                   |             |                   |
| 14 | 14         | «Ларс и Клёвая Команда»(англ. Lars and the Cool Kids)      | Элле Мишалка                | Ламар Абрамс и Мэтт Брэли                                       | март 10, 2014     | 1020-015    | 1.50              |
| Стивен проводит время с Ларсом и его друзьями: Дженни Пиццей, Баком Дьюи и парнем по кличке «Кефир». |            |                                                            |                             |                                                                 |                   |             |                   |
| 15 | 15         | «Обмен»(англ. Onion Trade)                                 | Элле Мишалка                | Ламар Абрамс                                                    | март 17, 2014     | 1020-018    | 1.79              |
| Стивен и Лукус, младший брат Кефира, проводят вместе время и ссорятся из-за игрушки. |            |                                                            |                             |                                                                 |                   |             |                   |
| 16 | 16         | «Стивен — Мастер Клинка»(англ. Steven the Sword Fighter)   | Элле Мишалка                | Джо Джонстон и Джефф Лиу                                        | апрель 9, 2014    | 1020-013    | 1.10              |
| Жемчуг использует свою голографическую копию, чтобы научить Стивена фехтованию, однако та ранит её, и бедняжке приходится вернуться в камень для регенерации. |            |                                                            |                             |                                                                 |                   |             |                   |
| 17 | 17         | «Лев Возвращается»(англ. Lion 2: The Movie)                | Элле Мишалка                | Джо Джонстон и Джефф Лиу                                        | апрель 23, 2014   | 1020-017    | 1.57              |
| Конни и Стивен хотят в верхом на розовом Льве отправиться в театр, но тот переносит их в другое измерение — в оружейный склад Розы Кварц. |            |                                                            |                             |                                                                 |                   |             |                   |
| 18 | 18         | «Пляжная Вечеринка»(англ. Beach Party)                     | Элле Мишалка                | Ламар Абрамс                                                    | апрель 30, 2014   | 1020-020    | 1.44              |
| После инцидента с пиццерией самоцветам запрещено посещать ресторан. Стивен пытается помирить их и семью Жаркинсов, управляющих пиццерией. |            |                                                            |                             |                                                                 |                   |             |                   |
| 19 | 19         | «Комната Розы»(англ. Rose's Room)                          | Элле Мишалка                | Джо Джонстон и Джефф Лиу                                        | май 14, 2014      | 1020-019    | 1.55              |
| Стивен открывает тайную дверь в храме самоцветов, которая оказывается измерением, где все желания «существуют» наяву. |            |                                                            |                             |                                                                 |                   |             |                   |
| 20 | 20         | «Стивен — Тренер»(англ. Coach Steven)                      | Элле Мишалка                | Рэйвен Молиси и Пол Виллко                                      | август 21, 2014   | 1020-016    | 1.85              |
| Самоцветам нужно разрушить древний узел связи. Вопреки совету Жемчуг, Гранат и Аметист сливаются в Сугилит, чтобы быстро разрушить колонну. При этом Сугилит, совмещая в себе худшие качества создательниц, является крайне агрессивным и опасным слиянием. Проблема заключается в том, что она желает остаться в своей форме. И Жемчуг приходится в одиночку вступить с ней в сражение. |            |                                                            |                             |                                                                 |                   |             |                   |
| 21 | 21         | «Скверная Шутка»(англ. Joking Victim)                      | Элле Мишалка                | Рэйвен Молиси и Пол Виллко                                      | август 28, 2014   | 1020-024    | 1.63              |
| Ларс притворяется больным, чтобы не пойти на работу. Стивен решает помочь Сэйди продавать пончики. |            |                                                            |                             |                                                                 |                   |             |                   |
| 22 | 22         | «Стивены и Стивен»(англ. Steven and the Stevens)           | Элле Мишалка                | Джо Джонстон и Джефф Лиу                                        | сентябрь 4, 2014  | 1020-021    | 2.14              |
| Стивен ищет музыкального партнёра для своего шоу и использует устройство для перемещения во времени, чтобы показать себя идеальным музыкантом. |            |                                                            |                             |                                                                 |                   |             |                   |
| 23 | 23         | «Мой Друг — Монстр»(англ. Monster Buddies)                 | Элле Мишалка                | Ламар Абрамс и Хеллен Джо                                       | сентябрь 11, 2014 | 1020-022    | 2.07              |
| Стивен нечаянно освобождает из сферы монстра-самоцвета и пытается приручить его. |            |                                                            |                             |                                                                 |                   |             |                   |
| 24 | 24         | «Непрямой Поцелуй»(англ. An Indirect Kiss)                 | Элле Мишалка                | Рэйвен Молиси и Пол Виллко                                      | сентябрь 18, 2014 | 1020-023    | 1.73              |
| Аметист повредила свой камень и получила нестабильную форму. Стивен рассказывает Конни о самоцветах. |            |                                                            |                             |                                                                 |                   |             |                   |
| 25 | 25         | «Зеркало — Самоцвет»(англ. Mirror Gem)                     | Элле Мишалка                | Рэйвен Молиси и Пол Виллко                                      | сентябрь 25, 2014 | 1020-025    | 2.34              |
| Стивен находит «волшебное» зеркало с камнем, способное общаться с ним, а позже освобождает этот самый камень, который принимает форму Ляпис Лазурит, ещё одного самоцвета. |            |                                                            |                             |                                                                 |                   |             |                   |
| 26 | 26         | «Самоцвет в Океане»(англ. Ocean Gem)                       | Элле Мишалка                | Джо Джонстон и Джефф Лиу                                        | сентябрь 25, 2014 | 1020-026    | 2.34              |
| Ляпис пытается сбежать из земли и злится на самоцветов из-за древней войны. Она «крадёт» воду из океана, оставив пляжный городок со всеми жителями посреди пустыни. Главные герои пытаются остановить бывшую пленницу зеркала, и Стивен излечивает её камень. Так Ляпис может покинуть землю. |            |                                                            |                             |                                                                 |                   |             |                   |
| 27 | 27         | «В Гостях Хорошо»(англ. House Guest)                       | Элле Мишалка                | Ламар Абрамс и Хеллен Джо                                       | октябрь 2, 2014   | 1026-027    | 2.00              |
| После событий предыдущей серии Грег остался без дома и со сломанной ногой. Он остаётся жить на какое-то время в доме сына. |            |                                                            |                             |                                                                 |                   |             |                   |
| 28 | 28         | «Космическая Гонка»(англ. Space Race)                      | Элле Мишалка                | Джо Джонстон и Джефф Лиу                                        | октябрь 9, 2014   | 1026-028    | 1.99              |
| Стивен и Жемчуг посещают сарай Грега и вместе работают над созданием нового космического корабля, однако Жемчуг слишком увлекается его разработкой. |            |                                                            |                             |                                                                 |                   |             |                   |
| 29 | 29         | «Тайная Группа»(англ. Secret Team)                         | Элле Мишалка                | Хилари Флоридо и Кэти Митрофф                                   | октябрь 16, 2014  | 1026-030    | 2.46              |
| Жемчуг, Аметист и Стивен нечаянно высвобождают осколки самоцветов из сферы и должны их поймать до того, как это заметит строгая Гранат. |            |                                                            |                             |                                                                 |                   |             |                   |
| 30 | 30         | «Приключение на Острове»(англ. Island Adventure)           | Элле Мишалка                | Рэйвен Молиси и Пол Виллко                                      | октябрь 23, 2014  | 1026-033    | 1.53              |
| Стивен пытается помочь укрепить отношения между Ларсом и Сэйди, однако пара сильно ссорится. |            |                                                            |                             |                                                                 |                   |             |                   |
| 31 | 31         | «Храним Странности Прибрежья»(англ. Keep Beach City Weird) | Элле Мишалка                | Рэйвен Молиси и Пол Виллко                                      | октябрь 30, 2014  | 1026-029    | 1.45              |
| Стивен выслушивает рассказы Рональдо, его теории заговора и догадки по поводу того, что в городе живут пришельцы. |            |                                                            |                             |                                                                 |                   |             |                   |
| 32 | 32         | «Совместный Ужин»(англ. Fusion Cuisine)                    | Элле Мишалка                | Ламар Абрамс и Хеллен Джо                                       | ноябрь 6, 2014    | 1026-031    | 1.46              |
| Стивен хочет представить своих родителей родителям Конни и просит Гранат, Жемчуг и Аметист, чтобы они слились и притворились его матерью по имени Александрит. |            |                                                            |                             |                                                                 |                   |             |                   |
| 33 | 33         | «Вселенная Гранат»(англ. Garnet's Universe)                | Элле Мишалка                | Джо Джонстон и Джефф Лиу                                        | ноябрь 13, 2014   | 1026-036    | 1.64              |
| Гранат возвращается со своей миссии и выслушивает историю Стивена, который представляет себе, чем она занималась в течение дня. |            |                                                            |                             |                                                                 |                   |             |                   |
| 34 | 34         | «Арбузный Стивен»(англ. Watermelon Steven)                 | Элле Мишалка                | Ламар Абрамс и Хеллен Джо                                       | ноябрь 20, 2014   | 1026-035    | 1.83              |
| Стивен выращивает арбузы, выглядящие по его образу и подобию, однако они «оживают» и нападают на жителей пляжного городка. |            |                                                            |                             |                                                                 |                   |             |                   |
| 35 | 35         | «Лев 3: Теперь на Видео»(англ. Lion 3: Straight to Video)  | Элле Мишалка                | Джо Джонстон, Джефф Лиу, и Ребекка Шугар                        | декабрь 4, 2014   | 1026-032    | 1.92              |
| Стивен обнаруживает в гриве своего Льва карманное измерение, в котором находятся личные вещи Розы Кварц. |            |                                                            |                             |                                                                 |                   |             |                   |
| 36 | 36         | «Тайна Гиперпространства»(англ. Warp Tour)                 | Элле Мишалка                | Рэйвен Молиси и Пол Виллко                                      | январь 8, 2015    | 1026-037    | 1.94              |
| Самоцветы находят необычные вещи во время путешествия между порталами. Оказываются, они принадлежат Перидот — самоцвету второй эры, прибывшему на Землю из Родного мира для некой миссии. |            |                                                            |                             |                                                                 |                   |             |                   |
| 37 | 37         | «Совместное Одиночество»(англ. Alone Together)             | Элле Мишалка                | Хилари Флоридо, Кэти Митрофф, и Ребекка Шугар                   | январь 15, 2015   | 1026-034    | 1.67              |
| Стивен хочет попробовать слиться с самоцветами, но нечаянно сливается с Конни, образуя слияние по имени Стивонни. Внешне оно выглядит как девушка-подросток и вскоре решает пойти в местный танцпол, где со ней (ним) пытается заигрывать Кевин, местный парень-мажор, но чувствует себя некомфортно. Кевин не понимает странное поведение «девушки». Та разъединяется в Стивена и Конни, что ввергает его в шок. |            |                                                            |                             |                                                                 |                   |             |                   |
| 38 | 38         | «Испытание»(англ. The Test)                                | Элле Мишалка                | Хилари Флоридо и Кэти Митрофф                                   | январь 22, 2015   | 1026-038    | 1.94              |
| Стивен узнаёт, что организованная самоцветами миссия в шпиле Лунного моря была на самом деле проверкой его способностей, сможет ли он принимать участие в настоящих делах. Он получает новое задание. |            |                                                            |                             |                                                                 |                   |             |                   |
| 39 | 39         | «Предвидение»(англ. Future Vision)                         | Элле Мишалка                | Ламар Абрамс и Хеллен Джо                                       | январь 29, 2015   | 1026-039    | 2.03              |
| Стивен узнаёт, что Гранат может предвидеть будущее, и начинает страдать от паранойи, что с ним может что-то случиться. |            |                                                            |                             |                                                                 |                   |             |                   |
| 40 | 40         | «В Бегах»(англ. On the Run)                                | Элле Мишалка                | Джо Джонстон и Джефф Лиу                                        | февраль 5, 2015   | 1026-040    | 2.08              |
| Аметист рассказывает Стивену, что родилась на Земле во время колонизации и должна была в составе армии Кварцев воевать на стороне легендарного Розового Алмаза. |            |                                                            |                             |                                                                 |                   |             |                   |
| 41 | 41         | «Клуб Любителей Ужасов»(англ. Horror Club)                 | Элле Мишалка                | Рэйвен Молиси и Пол Виллко                                      | февраль 12, 2015  | 1026-041    | 1.67              |
| Стивен решает посмотреть фильмы ужасов вместе с Рональдо, Ларсом и Сэйди. |            |                                                            |                             |                                                                 |                   |             |                   |
| 42 | 42         | «Зимний Прогноз»(англ. Winter Forecast)                    | Элле Мишалка                | Ламар Абрамс и Хеллен Джо                                       | февраль 19, 2015  | 1026-043    | 2.05              |
| Стивен приглашает Конни к себе в дом, чтобы укрыться от урагана. Гранат рассказывает варианты ближайшего будущего. |            |                                                            |                             |                                                                 |                   |             |                   |
| 43 | 43         | «Предел Вместимости»(англ. Maximum Capacity)               | Элле Мишалка                | Хилари Флоридо, Кэти Митрофф, и Ребекка Шугар                   | февраль 26, 2015  | 1026-042    | 1.97              |
| Грег и Аметист решают убраться в гараже и находят старые кассеты своего любимого ситкома «Li'l Butler». |            |                                                            |                             |                                                                 |                   |             |                   |
| 44 | 44         | «Нашествие с Небес»(англ. Marble Madness)                  | Элле Мишалка                | Джо Джонстон и Джефф Лиу                                        | март 5, 2015      | 1026-044    | 1.92              |
| Главные герои обнаруживают, что окрестности изучают дроиды из космоса. Они осознают, что их базу нашла та самая Перидот из Родного мира. |            |                                                            |                             |                                                                 |                   |             |                   |
| 45 | 45         | «Ножны Розы»(англ. Rose's Scabbard)                        | Элле Мишалка                | Рэйвен Молиси, Пол Виллко и Ребекка Шугар                       | март 9, 2015      | 1026-045    | 1.22              |
| Жемчуг решает показать Стивену особое место, принадлежавшее Розе Кварц, после того, как Лев нашёл там ножны её меча. |            |                                                            |                             |                                                                 |                   |             |                   |
| 46 | 46         | «Открытая Книга»(англ. Open Book)                          | Элле Мишалка                | Хилари Флоридо и Кэти Митрофф                                   | март 19, 2015     | 1026-046    | 1.73              |
| Конни разочарована концовкой своей любимой книги. Стивен решает показать ей комнату Розы, где фантазии «принимают форму», чтобы девочка смогла представить себе другую концовку. |            |                                                            |                             |                                                                 |                   |             |                   |
| 47 | 47         | «Футболковый Клуб»(англ. Shirt Club)                       | Элле Мишалка                | Ламар Абрамс и Хеллен Джо                                       | апрель 16, 2015   | 1026-047    | 1.42              |
| Стивен и Бак делают футболки с рекламой для уроков игры на гитаре с Грегом. |            |                                                            |                             |                                                                 |                   |             |                   |
| 48 | 48         | «История на ночь»(англ. Story for Steven)                  | Элле Мишалка                | Джо Джонстон и Джефф Лиу                                        | апрель 9, 2015    | 1026-048    | 2.00              |
| Грег рассказывает Стивену о своём знакомстве с его матерью — Розой Кварц. |            |                                                            |                             |                                                                 |                   |             |                   |
| 49 | 49         | «Послание»(англ. The Message)                              | Элле Мишалка                | Ламар Абрамс и Хеллен Джо                                       | март 10, 2015     | 1026-049    | 1.30              |
| Стивен и самоцветы просят помощи у Грега, чтобы расшифровать сообщение, полученное древним артефактом. |            |                                                            |                             |                                                                 |                   |             |                   |
| 50 | 50         | «Сила политики»(англ. Political Power)                     | Элле Мишалка                | Хилари Флоридо и Кэти Митрофф                                   | март 11, 2015     | 1026-050    | 1.42              |
| В попытке прочитать сообщение главные герои провоцируют отключение электричества во всём городе. Мэр Дьюи должен решить проблему как можно быстрее, в чём ему помогает Стивен. |            |                                                            |                             |                                                                 |                   |             |                   |
| 51 | 51         | «Возвращение»(англ. The Return)                            | Элле Мишалка                | Рэйвен Молиси и Пол Виллко                                      | март 12, 2015     | 1026-051    | 1.70              |
| Стивен помогает эвакуировать жителей пляжного городка, так как ему угрожают самоцветы из Родного мира — Перидот и Яшма. |            |                                                            |                             |                                                                 |                   |             |                   |
| 52 | 52         | «Побег из Заточения»(англ. Jail Break)                     | Элле Мишалка                | Джо Джонстон, Джефф Лиу и Ребекка Шугар                         | март 12, 2015     | 1026-052    | 1.70              |
| Яшма захватывает Стивена и самоцветов в корабль, чтобы доставить их в Родной мир. Мальчик освобождается из клетки и освобождает пленниц по имени Рубин и Сапфир. Они сливаются в Гранат, которая затем нападает на Яшму и побеждает её в изнурительной схватке. Стивен узнаёт, что на самом деле лидер Кристаллов является слиянием. После крушение корабля Яшма уговаривает Ляпис образовать Малахит, и кажется, что самоцветам придётся вступить с ней в сражение, но Ляпис использует свои силы, чтобы заточить себя и соперницу на дне морском. |            |                                                            |                             |                                                                 |                   |             |                   |

## Второй сезон
| № общий | № в сезоне | Название                                                           | Режиссёр                        | Автор сценария                               | Дата премьеры     | Произв. код | Зрители США (млн) |
| --- | ---------- | ------------------------------------------------------------------ | ------------------------------- | -------------------------------------------- | ----------------- | ----------- | ----------------- |
| 53 | 1          | «Полная Откровенность»(англ. Full Disclosure)                      | Элле Мишалка и Жасмин Лай       | Рэйвен Молиси и Пол Виллко                   | март 13, 2015     | 1031-053    | 1.52              |
| Стивен избегает Конни, так как ему неприятно рассказывать о самоцветах, прибывших из Родного мира. |            |                                                                    |                                 |                                              |                   |             |                   |
| 54 | 2          | «Прогулка»(англ. Joy Ride)                                         | Жасмин Лай                      | Хилари Флоридо и Кэти Митрофф                | март 26, 2015     | 1031-054    | 1.34              |
| Стивен решает пойти в ночной поход с друзьями из пляжного городка ради развлечений и случайно натыкается на спасательную капсулу Перидот. |            |                                                                    |                                 |                                              |                   |             |                   |
| 55 | 3          | «Здравствуйте, я Ваша Дядя!»(англ. Say Uncle)                      | Элле Мишалка и Жасмин Лай       | Джо Джонстон и Джефф Лиу                     | апрель 2, 2015    | 1031-056    | 1.93              |
| Данная серия является кроссовером. Стивен встречается с Дядей Дедом, который помогает ему освоить силу собственного камня. |            |                                                                    |                                 |                                              |                   |             |                   |
| 56 | 4          | «Любовные Послания»(англ. Love Letters)                            | Жасмин Лай                      | Ламар Абрамс и Хеллен Джо                    | апрель 23, 2015   | 1031-055    | 1.67              |
| Почтальон Джейми признаётся Гранат в чувствах, но получает твёрдый отказ, так как та сама по себе является плодом любви двух самоцветов. Стивен и Конни помогают парню справится с депрессией и находят у него актёрский талант. |            |                                                                    |                                 |                                              |                   |             |                   |
| 57 | 5          | «Переоформление»(англ. Reformed)                                   | Жасмин Лай                      | Рэйвен Молиси и Пол Виллко                   | апрель 30, 2015   | 1031-057    | 1.39              |
| Аметист пытается найти новый способ регенерации. Тем временем Стивен и Гранат гонятся за самоцветом-монстром, которого они упустили в храме. |            |                                                                    |                                 |                                              |                   |             |                   |
| 58 | 6          | «Клинок и Верность»(англ. Sworn to the Sword)                      | Айан Джонс-Куортей и Жасмин Лай | Джо Джонстон и Джефф Лиу                     | июнь 15, 2015     | 1031-060    | 1.98              |
| Желая стать достойной защитницей для Стивена, Конни берёт уроки фехтования у Жемчуг. Увы, постепенно та слишком увлекается этим и начинает превращать юную ученицу в своё подобие, приучая её не только отдаваться искусству обращения с клинком, но и обесценивать собственную жизнь, жертвуя всем ради «сюзерена». Жемчуг думает, что совершает благое дело во имя Розы Кварц, которую безумно любила и любит до сих пор. А вот Стивену её настрой очень не нравится…                 |            |                                                                    |                                 |                                              |                   |             |                   |
| 59 | 7          | «Девятый Вал и Звёздный Шквал»(англ. Rising Tides, Crashing Skies) | Жасмин Лай                      | Ламар Абрамс и Хеллен Джо                    | июнь 16, 2015     | 1031-059    | 1.82              |
| Рональдо приглашает самоцветов принять участие в создании документального материала паранормальных явлений в пляжном городке для своего блога. |            |                                                                    |                                 |                                              |                   |             |                   |
| 60 | 8          | «Вместе Навсегда»(англ. Keeping It Together)                       | Жасмин Лай                      | Рэйвен Молиси и Пол Виллко                   | июнь 17, 2015     | 1031-061    | 1.80              |
| Преследуя Перидот, главные герои забредают в Детский сад. Стивен и Гранат узнают тёмный секрет, изучая его окрестности. |            |                                                                    |                                 |                                              |                   |             |                   |
| 61 | 9          | «Нам надо поговорить»(англ. We Need to Talk)                       | Жасмин Лай                      | Хилари Флоридо, Кэти Митрофф и Ребекка Шугар | июнь 18, 2015     | 1031-062    | 1.73              |
| Стивен и Конни снова сливаются, образуя Стивонни. Грег рассказывает «ей», как сам узнал о такой штуке, как слияние, и как попытался слиться с Розой Кварц, но у него не получилось. |            |                                                                    |                                 |                                              |                   |             |                   |
| 62 | 10         | «Перерыв»(англ. Chille Tid)                                        | Жасмин Лай                      | Ламар Абрамс и Лорен Зюк                     | июнь 19, 2015     | 1031-063    | 1.90              |
| Стивен уже долгое время ищет Малахит в океане. Однажды ночью он открывает в себе астральные способности и во сне видит мучения Ляпис, которая с трудом сдерживает Яшму. |            |                                                                    |                                 |                                              |                   |             |                   |
| 63 | 11         | «Зов о Помощи»(англ. Cry for Help)                                 | Жасмин Лай                      | Джо Джонстон и Джефф Лиу                     | июль 13, 2015     | 1031-064    | 1.71              |
| Как-то раз, когда Стивен смотрел телевизор, сигнал заглушила Перидот, чтобы передать сигнал бедствия. Гранат и Жемчуг, слившись в Сардоникс, намерены уничтожить башню, из которой исходит сигнал. Аметист недовольна, что Гранат выбрала для слияния Жемчуг, а не её. Вскоре выясняется, что башню таинственным образом кто-то чинит. Аметист и Стивен узнают, что эту интригу проворачивала Жемчуг, чтобы как можно чаще объединяться с Гранат: так она чувствует себя «полноценной». |            |                                                                    |                                 |                                              |                   |             |                   |
| 64 | 12         | «Краеугольный Мотель»(англ. Keystone Motel)                        | Жасмин Лай                      | Рэйвен Молиси, Пол Виллко и Ребекка Шугар    | июль 14, 2015     | 1031-065    | 1.73              |
| После событий прошлой серии Гранат объявляет Жемчуг бойкот и вместе со Стивеном и Грегом отправляется в поездку на машине. В мотеле она, переполненная гневом, разъединяется в Рубин и Сапфир, которые в свою очередь начинают ссориться между собой. |            |                                                                    |                                 |                                              |                   |             |                   |
| 65 | 13         | «Счастье Луковое»(англ. Onion Friend)                              | Жасмин Лай                      | Ламар Абрамс и Кэти Митрофф                  | июль 15, 2015     | 1031-067    | 1.83              |
| В гостях у Лукуса Аметист болтает по душам с его матерью Видалией, а тем временем тот показывает Стивену свою комнату. |            |                                                                    |                                 |                                              |                   |             |                   |
| 66 | 14         | «Историческая Правда»(англ. Historical Friction)                   | Жасмин Лай                      | Хилари Флоридо и Лорен Зюк                   | июль 16, 2015     | 1031-066    | 1.88              |
| Стивену предложили принять участие в спектакле, посвящённому основанию Прибрежья. Жемчуг рассказывает более правдоподобную версию этого события — настолько правдоподобную, что мальчик решает показать это широкой публике. |            |                                                                    |                                 |                                              |                   |             |                   |
| 67 | 15         | «Корабль Примирения»(англ. Friend Ship)                            | Жасмин Лай                      | Джо Джонстон и Джефф Лиу                     | июль 17, 2015     | 1031-068    | 1.65              |
| Чтобы искупить свою вину перед Гранат, Жемчуг пытается сама поймать Перидот и в итоге забредает на заброшенный космический корабль самоцветов. |            |                                                                    |                                 |                                              |                   |             |                   |
| 68 | 16         | «Больничный Кошмар»(англ. Nightmare Hospital)                      | Жасмин Лай                      | Рэйвен Молиси и Пол Виллко                   | сентябрь 10, 2015 | 1031-069    | 1.39              |
| Мать отбирает у Конни меч Розы Кварц, который та получила после уроков фехтования с Жемчуг. Стивен и Конни пробираются в больницу, где работает Приянка, чтобы выкрасть артефакт обратно. |            |                                                                    |                                 |                                              |                   |             |                   |
| 69 | 17         | «Песня Сэйди»(англ. Sadie's Song)                                  | Кэт Моррис и Жасмин Лай         | Рэйвен Молиси и Пол Виллко                   | сентябрь 17, 2015 | 1031-073    | 1.50              |
| Стивен помогает Сэйди подготовиться к выступлению на шоу талантов. |            |                                                                    |                                 |                                              |                   |             |                   |
| 70 | 18         | «Перидотовая Рыбка»(англ. Catch and Release)                       | Кэт Моррис и Жасмин Лай         | Хилари Флоридо и Лорен Зюк                   | сентябрь 24, 2015 | 1031-070    | 1.39              |
| Самоцветы наконец-то хватают Перидот, которая, как ни странно, хотела лишь убраться в Родной мир, но не смогла. Стивен предлагает ей больше узнать о Земле. Пленница соглашается жить в ванной комнате его дома. |            |                                                                    |                                 |                                              |                   |             |                   |
| 71 | 19         | «Что Не Дождь — То Ливень»(англ. When It Rains)                    | Джо Джонстон и Жасмин Лай       | Ламар Абрамс и Кэти Митрофф                  | октябрь 1, 2015   | 1031-071    | 1.36              |
| После того, как Перидот узнаёт больше о земле от Стивена и начинает больше доверять ему, она решает раскрыть цель своего пребывания на Земле: поиск крупнейшего слияния самоцветов — «Кластера» — размером с комету. Вскоре, по её словам он должен будет принять форму и таким образом разорвать планету изнутри. |            |                                                                    |                                 |                                              |                   |             |                   |
| 72 | 20         | «Танцуем от Сарая»(англ. Back to the Barn)                         | Джо Джонстон и Жасмин Лай       | Джо Джонстон и Джефф Лиу                     | октябрь 8, 2015   | 1031-072    | 1.59              |
| Главные герои решают построить бур, чтобы добраться до Кластера. Перидот выказывает себя классической самоцветной «расисткой», унижая Жемчуг и осуждая «непозволительное» слияние Гранат, но сталкивается с их непониманием. Она не может смириться с тем, что Жемчуг, предназначенная быть покорной служанкой и вообще «предметом интерьера», пытается соревноваться с ней. В конце концов это приводит к их соревнованию — кто построит лучшую машину.                                |            |                                                                    |                                 |                                              |                   |             |                   |
| 73 | 21         | «Через край»(англ. Too Far)                                        | Кэт Моррис и Жасмин Лай         | Хилари Флоридо и Лорен Зюк                   | октябрь 15, 2015  | 1031-074    | 1.39              |
| Постепенно Перидот удаётся найти общий язык с Кристальными самоцветами, однако она, затрагивая тему дефектности Аметист, непреднамеренно ранит её чувства. |            |                                                                    |                                 |                                              |                   |             |                   |
| 74 | 22         | «Ответ»(англ. The Answer)                                          | Джо Джонстон и Жасмин Лай       | Ламар Абрамс и Кэти Митрофф                  | январь 4, 2016    | 1031-075    | 1.38              |
| Гранат рассказывает историю о том, как много тысяч лет назад «её» Рубин впервые встретилась с Сапфир, аристократкой в подчинении у Голубого Алмаза — одной из матриархов Родного мира. При смертельной опасности они нечаянно слились, что абсолютно непозволительно для самоцветов разного вида. Им пришлось бежать, и они встретили Розу Кварц, присоединившись таким образом к земным повстанцам.                                                                                    |            |                                                                    |                                 |                                              |                   |             |                   |
| 75 | 23         | «День рождения Стивена»(англ. Steven's Birthday)                   | Джо Джонстон и Жасмин Лай       | Ламар Абрамс и Кэти Митрофф                  | январь 5, 2016    | 1031-079    | 1.35              |
| Празднуя свой четырнадцатый день рождения, Стивен заметил, что, по сути, последние несколько лет не взрослел. С помощью камня он решает овзрослиться, но этим лишь вредит своему телу. |            |                                                                    |                                 |                                              |                   |             |                   |
| 76 | 24         | «Великий замысел»(англ. It Could've Been Great)                    | Джо Джонстон и Жасмин Лай       | Джо Джонстон и Джефф Лиу                     | январь 6, 2016    | 1031-076    | 1.45              |
| Стивен и его друзья отправляются на лунную базу, чтобы разузнать точное местоположение Кластера. |            |                                                                    |                                 |                                              |                   |             |                   |
| 77 | 25         | «Послание принято»(англ. Message Received)                         | Кэт Моррис и Жасмин Лай         | Рэйвен Молиси и Пол Виллко                   | январь 7, 2016    | 1031-077    | 1.39              |
| В в надежде покинуть Землю Перидот крадёт с Лунной Базы узел связи, чтобы попытаться связаться с Жёлтым Алмазом. Стивен тяжело переживает её предательство. Технику удаётся связаться с Жёлтой, и она настаивает на ликвидации Кластера, однако правительница заинтересована в уничтожении Земли. В ярости Перидот называет её «булыжником» и чудом избегает смерти. |            |                                                                    |                                 |                                              |                   |             |                   |
| 78 | 26         | «Запись 7 15 2»(англ. Log Date 7 15 2)                             | Кэт Моррис и Жасмин Лай         | Хилари Флоридо и Лорен Зюк                   | январь 8, 2016    | 1031-078    | 1.34              |
| Перидот мучает совесть за преступление против Алмаза, но она пытается доказать Кристальным самоцветам, что осталась на их стороне. Тем временем Стивен находит аудиозаписи в сарае, где жила Перидот, и узнаёт, как та находила общий язык с Гранат при их абсолютно разных взглядах. |            |                                                                    |                                 |                                              |                   |             |                   |

## Третий сезон
| № общий | № в сезоне | Название                                                      | Режиссёр                   | Автор сценария                                       | Дата премьеры   | Произв. код       | Зрители США (млн) |
| --- | ---------- | ------------------------------------------------------------- | -------------------------- | ---------------------------------------------------- | --------------- | ----------------- | ----------------- |
| 79 | 1          | «Остров суперарбузов»(англ. Super Watermelon Island)          | Джо Джонстон и Жасмин Лай  | Джо Джонстон and Jeff Liu                            | май 12, 2016    | 1031-080          | 1.69              |
| Используя астральную способность перемещать сознание, Стивен обнаруживает, что изгнанные «Стивоарбузы» образовали на острове первобытное сообщество. На них нападает Малахит, на которую в свою очередь напала Александрит — слияние из Гранат, Аметист и Жемчуг. |            |                                                               |                            |                                                      |                 |                   |                   |
| 80 | 2          | «Глубокое бурение»(англ. Gem Drill)                           | Kat Morris, Жасмин Лай     | Рэйвен Молиси и Пол Виллко                           | май 12, 2016    | 1031-081          | 1.69              |
| Пока Гранат, Жемчуг и Аметист отсутствуют, Кластер начинает пытаться приобрести форму. Стивен и Перидот пытаются с помощью боровой машины добраться до кластера в попытке спасти землю. |            |                                                               |                            |                                                      |                 |                   |                   |
| 81 | 3          | «Старый добрый мир»(англ. Same Old World)                     | Джо Джонстон и Жасмин Лай  | Ламар Абрамс и Кэти Митрофф                          | май 19, 2016    | 1031-083          | 1.40              |
| Ляпис, после освобождения от слияния Малахит не знает, куда ей деться. Стивен решает показать ей разные места на Земле, давая повод остаться тут жить. |            |                                                               |                            |                                                      |                 |                   |                   |
| 82 | 4          | «Подруги по несчастью»(англ. Barn Mates)                      | Джо Джонстон и Жасмин Лай  | Хилари Флоридо и Лорен Зюк                           | май 26, 2016    | 1031-082          | 1.37              |
| Стивен старается примерить Перидот и Ляпис. Ляпис в свою очередь злится на Перидот, так как та раньше помогала Яшме. |            |                                                               |                            |                                                      |                 |                   |                   |
| 83 | 5          | «Удар по базе»(англ. Hit the Diamond)                         | Джо Джонстон и Жасмин Лай  | Джо Джонстон и Джефф Лиу                             | июнь 2, 2016    | 1031-084          | 1.55              |
| Команда из пяти рубинов отправилась из родного мира в поисках Перидот. Главные герои хотят защитить Перидот, и Гранат разъединяется в Руби и Сапфир, чтобы отвлекать Рубины, предложив им сыграть в бейсбол. |            |                                                               |                            |                                                      |                 |                   |                   |
| 84 | 6          | «Полёты наяву»(англ. Steven Floats)                           | Кэт Моррис и Жасмин Лай    | Пол Виллко                                           | июль 18, 2016   | 1031-085          | 1.55              |
| Стивен обнаруживает в себе способность к левитации, однако он не может спустится на землю. Самоцветы пытаются отпустить его. |            |                                                               |                            |                                                      |                 |                   |                   |
| 85 | 7          | «Пап-Музыка»(англ. Drop Beat Dad)                             | Джо Джонстон и Жасмин Лай  | Ламар Абрамс и Кэти Митрофф                          | июль 18, 2016   | 1031-087          | 1.55              |
| Биологический отец Сметаны возвращается в пляжный городок и помогает устроить сыну концерт. Это разочаровывает приёмного отца Сметаны — Желтохвоста. |            |                                                               |                            |                                                      |                 |                   |                   |
| 86 | 8          | «Мистер Грэг»(англ. Mr. Greg)                                 | Джо Джонстон и Жасмин Лай  | Джо Джонстон и Джефф Лиу                             | июль 19, 2016   | 1031-088          | 1.55              |
| Грег отправляется со Стивеном и Жемчуг в столицу. Грег и Жемчуг ставят точку в старом разногласии, ведь они оба любили Розу Кварц. |            |                                                               |                            |                                                      |                 |                   |                   |
| 87 | 9          | «Команда Коротышек»(англ. Too Short to Ride)                  | Кэт Моррис и Жасмин Лай    | Хилари Флоридо и Лорен Зюк                           | июль 20, 2016   | 1031-086          | 1.41              |
| Стивен и самоцветы идут в парк развлечений, однако Перидот из-за своего размера не может кататься на аттракционах, также не способна менять форму, как другие самоцветы. Перидот принадлежит к новому поколению самоцветов родного мира без каких либо способностей и чувствует себя неполноценной на фоне остальных самоцветов. Тем не менее Пери обнаруживает в себе способности к телекинезу. |            |                                                               |                            |                                                      |                 |                   |                   |
| 88 | 10         | «Новый Ларс»(англ. The New Lars)                              | Кэт Моррис и Жасмин Лай    | Рэйвен Молиси и Пол Виллко                           | июль 21, 2016   | 1031-089          | 1.53              |
| Стивен благодаря своим астральным способностям нечаянно «оказался» в теле Ларса. Окружающие начинают замечать, что «Ларс» ведёт себя подозрительно дружелюбно. |            |                                                               |                            |                                                      |                 |                   |                   |
| 89 | 11         | «Прибрежные Гонки»(англ. Beach City Drift)                    | Кэт Моррис и Жасмин Лай    | Хилари Флоридо и Лорен Зюк                           | июль 22, 2016   | 1031-090          | 1.29              |
| Стивонни решает соревноваться в гонках с Кевином, который недавно приставал к ней/нему на вечеринке, чтобы свезти с ним счёты. |            |                                                               |                            |                                                      |                 |                   |                   |
| 90 | 12         | «Война Ресторанов»(англ. Restaurant Wars)                     | Джо Джонстон и Жасмин Лай  | Ламар Абрамс и Кэти Митрофф                          | июль 25, 2016   | 1031-091          | 1.51              |
| Стивен нечаянно возбуждает старую вражду между владельцами ресторанов «Мистер Фрайман» и Пиццерией. Стивен и дети владельцев ресторанов пытаются примирить враждующие стороны. |            |                                                               |                            |                                                      |                 |                   |                   |
| 91 | 13         | «Кикина служба доставки»(англ. Kiki's Pizza Delivery Service) | Джо Джонстон и Жасмин Лай  | Колин Ховард о Джефф Лиу                             | июль 26, 2016   | 1031-092          | 1.31              |
| Кики страдает от ночных кошмаров в результате стресса из-за сверхурочной работы, так как её сестра постоянно отлынивает от работы. Стивен с помощью астральной силы проникает в её сон. |            |                                                               |                            |                                                      |                 |                   |                   |
| 92 | 14         | «Чудовищная встреча»(англ. Monster Reunion)                   | Кэт Моррис и Жасмин Лай    | Рэйвен Молиси и Пол Виллко                           | июль 27, 2016   | 1031-093          | 1.38              |
| Стивен обнаруживает, что способен лечить повреждённые самоцветы, так, он частично возвращает Жуконожке её исходный облик и сознание. Жуконожка рассказывает Стивену, что прибыла на Землю в составе армии жёлтого алмаза, чтобы сражаться с повстанцами. Затем эффект исцеления исчез и Жуконожка снова приняла свой вид монстра.                                                                |            |                                                               |                            |                                                      |                 |                   |                   |
| 93 | 15         | «В открытом море»(англ. Alone at Sea)                         | Кэт Моррис и Жасмин Лай    | Хилари Флоридо, Кэт Моррис и Ребекка Шугар           | июль 28, 2016   | 1031-094          | 1.32              |
| Стивен и Грег берут Ляпис на судно, чтобы помочь ей справится с психической травмой, полученной после слияния с Яшмой. Однако на судно нападает Яшма, уговаривая Ляпис снова слиться в Малахит. |            |                                                               |                            |                                                      |                 |                   |                   |
| 94 | 16         | «Няня Грег»(англ. Greg the Babysitter)                        | Джо Джонстон и Жасмин Лай  | Ламар Абрамс и Кэти Митрофф                          | июль 29, 2016   | 1031-095          | 1.31              |
| Стивен хочет узнать, как Грег начал работать автомойщиком, Грег рассказывает, как он и Роза Кварц провели день, ухаживая за новорожденным Сметаной, чтобы дать Видалии отдохнуть. |            |                                                               |                            |                                                      |                 |                   |                   |
| 95 | 17         | «Охота за самоцветом»(англ. Gem Hunt)                         | Джо Джонстон и Жасмин Лай  | Колин Ховард о Джефф Лиу                             | август 1, 2016  | 1031-096          | 1.64              |
| Конни отправляется на север, на свою первую миссию с Стивеном и Жемчуг, чтобы найти повреждённый самоцвет-монстр. Они водят, как Яшма нападает на двух монстров. |            |                                                               |                            |                                                      |                 |                   |                   |
| 96 | 18         | «Разведка боем»(англ. Crack the Whip)                         | Кэт Моррис и Жасмин Лай    | Рэйвен Молиси и Пол Виллко                           | август 2, 2016  | 1031-097          | 1.90              |
| Гранат и Жемчуг отправляются на север, чтобы найти Яшму, Аметист отвечает за Стивена и Конни, вместе они проводят время в пляжном городке, но их веселье прерывает Яшма. |            |                                                               |                            |                                                      |                 |                   |                   |
| 97 | 19         | «Стивен против Аметист»(англ. Steven vs. Amethyst)            | Кэт Моррис и Жасмин Лай    | Хилари Флоридо и Лорен Зюк                           | август 3, 2016  | 1031-098          | 1.74              |
| Аметист отбивается от атак Яшмы, но осознание того, что она дефектный кварц и Стивен сам становится сильнее её, подрывает волю Аметист драться. Аметист и Стивен решают устроить поединок, чтобы понять, что из них сильнее. |            |                                                               |                            |                                                      |                 |                   |                   |
| 9899 | 2021       | «Висмут»(англ. Bismuth)                                       | Джо Джонстон и Жасмин Лай  | Ламар Абрамс, Колин Ховард, Джефф Лиу и Кэти Митрофф | август 4, 2016  | 1031-099/1031-100 | 2.15              |
| Стивен находит в карманном измерении Льва сферу с заточённой Висмут. Стивен освобождает её. Жемчуг и Гранат приветствуют Висмут с распростёртыми руками. Тем не менее Стивен постепенно замечает радикальные взгляды Висмут, её готовность уничтожать врагов-самоцветом и понимает, почему она оказалась заточённой Розой Кварц.                                                                 |            |                                                               |                            |                                                      |                 |                   |                   |
| 100 | 22         | «Бета»(англ. Beta)                                            | Кэт Моррис и Рики Комета   | Хилари Флоридо и Лорен Зюк                           | август 8, 2016  | 1031-101          | 1.99              |
| Аметист по прежнему в унынии из-за поражения в бою с Яшмой. Стивен и Аметист решают посетить «Киндергартен», где родилась Яшма и понимают, что она была единственной удачно родившейся Яшмой без каких либо дефектов. |            |                                                               |                            |                                                      |                 |                   |                   |
| 101 | 23         | «Земляне»(англ. Earthlings)                                   | Кэт Моррис и Рики Комета   | Рэйвен Молиси и Пол Виллко                           | август 8, 2016  | 1031-102          | 1.99              |
| На Стивена и Аметист нападает Яшма. Аметист, как дефектный самоцвет не способна противостоять Яшме, но сливается со Стивеном, образуя Дымчатый Кварц. Яшма, терпя поражение, решает слиться с повреждённым самоцветом, но сама подвергается влиянию порчи. Стивен заключает её камень в сферу.                                                                                                   |            |                                                               |                            |                                                      |                 |                   |                   |
| 102 | 24         | «Снова на Луну»(англ. Back to the Moon)                       | Джо Джонстон и Рики Комета | Ламар Абрамс и Кэти Митрофф                          | август 9, 2016  | 1031-103          | 1.45              |
| Команда рубинов возвращается в сарай, в поисках Яшмы. Чтобы избавиться от них, Аметист притворяется Яшмой, но всё идёт наперекосяк, когда Рубины захватывают её и другие самоцветы, чтобы затем связаться с жёлтым Алмазом на лунной базе. Стивен узнаёт, что его мать Роза Кварц уничтожила розовый Алмаз.                                                                                      |            |                                                               |                            |                                                      |                 |                   |                   |
| 103 | 25         | «В пузыре»(англ. Bubbled)                                     | Джо Джонстон и Рики Комета | Колин Ховард о Джефф Лиу                             | август 10, 2016 | 1031-104          | 1.57              |
| После нарушения герметизации на луне, Стивен попадает в открытый космос, но спасает себя, заключив себя в сферу. Стивен оказывается вместе с рубином, которого он называет Айбол. |            |                                                               |                            |                                                      |                 |                   |                   |

## Четвёртый сезон
| № общий | № в сезоне | Название                                                             | Режиссёр                                 | Автор сценария                                        | Дата премьеры     | Произв. код       | Зрители США (млн) |
| --- | ---------- | -------------------------------------------------------------------- | ---------------------------------------- | ----------------------------------------------------- | ----------------- | ----------------- | ----------------- |
| 104 | 1          | «Питомец детского сада»(англ. Kindergarten Kid)                      | Кэт Моррис и Рики Комета                 | Рэйвен Молиси и Пол Виллко                            | август 11, 2016   | 1040-105          | 1.32              |
| Данная серия является отсылкой к персонажам Вайл И. Койот авторства Warner Bros. Стивен и Перидот гоняются за быстрым и неуловимым самоцветом-монстром. |            |                                                                      |                                          |                                                       |                   |                   |                   |
| 105 | 2          | «В мире слияний»(англ. Know Your Fusion)                             | Кэт Моррис и Рики Комета                 | Хилари Флоридо и Лорен Зюк                            | август 12, 2016   | 1040-106          | 1.35              |
| Стивен и Аметист сливаются в Дымчатый кварц. Гранат и Жемчуг также сливаются в Сардоникс, которая берёт интервью у Дымчатого кварца. |            |                                                                      |                                          |                                                       |                   |                   |                   |
| 106 | 3          | «Дневник Бадди»(англ. Buddy's Book)                                  | Джо Джонстон и Рики Комета               | Ламар Абрамс и Кэти Митрофф                           | август 18, 2016   | 1040-107          | 1.37              |
| Конни и Стивен посещают публичную библиотеку и находят там записи первого помощника Уильяма Дьюи Бадди, который посещал разные локации самоцветов. |            |                                                                      |                                          |                                                       |                   |                   |                   |
| 107 | 4          | «Углублённое обучение»(англ. Mindful Education)                      | Джо Джонстон и Рики Комета               | Колин Ховард, Джефф Лиу и Такафуми Хори               | август 25, 2016   | 1040-108          | 1.33              |
| Стивонни продолжает боевую тренировку, однако из-за того, что Стивен и Конни испытывают вину друг к другу из-за прошлых событий, слияние Стивонни не стабильно и распадается. Гранат помогает детям найти душевное равновесие. |            |                                                                      |                                          |                                                       |                   |                   |                   |
| 108 | 5          | «Золтрон — мальчик из будущего»(англ. Future Boy Zoltron)            | Кэт Моррис и Рики Комета                 | Рэйвен Молиси и Пол Виллко                            | сентябрь 1, 2016  | 1040-109          | 1.36              |
| Стивен нечаянно ломает игровой автомат, «предсказывающий будущее». Стивен решает сам предсказывать будущее посетителям. Он встречает таинственного мужчину, который настроен крайне депрессивно относительно своего будущего. |            |                                                                      |                                          |                                                       |                   |                   |                   |
| 109 | 6          | «Последний из Пляжного города»(англ. Last One Out of Beach City)     | Кэт Моррис и Рики Комета                 | Хилари Флоридо и Лорен Зюк                            | сентябрь 8, 2016  | 1040-110          | 1.31              |
| Жемчуг, Аметист и Стивен идут на рок-концерт. Там Жемчуг встречает таинственную незнакомку, поразительно похожую на Розу Кварц. Жемчуг испытывает к ней неравнодушные чувства, однако не решает подойти и познакомиться с ней. |            |                                                                      |                                          |                                                       |                   |                   |                   |
| 110 | 7          | «Луковая компания»(англ. Onion Gang)                                 | Джо Джонстон и Рики Комета               | Ламар Абрамс и Кэти Митрофф                           | сентябрь 15, 2016 | 1040-111          | 1.26              |
| Лукус отводит Стивена в лес, чтобы познакомить его со своими друзьями. |            |                                                                      |                                          |                                                       |                   |                   |                   |
| 111112 | 89         | «Самоцветный урожай»(англ. Gem Harvest)                              | Кэт Моррис и Рики Комета                 | Рэйвен Молиси, Пол Виллко, Хилари Флоридо и Лорен Зюк | ноябрь 17, 2016   | 1040-113/1040-114 | 1.39              |
| Стивен навещает Ляпис и Перидот в сарае, но внезапно их посещает дядя Энди, чтобы узнать, что всё это время делал Грэг, почему он покинул семью. Стивен в попытке разрядить обстановку решает устроить большой ужин. |            |                                                                      |                                          |                                                       |                   |                   |                   |
| 113 | 10         | «Три самоцвета и ребёнок»(англ. Three Gems and a Baby)               | Джо Джонстон и Рики Комета               | Ламар Абрамс и Кэти Митрофф                           | декабрь 1, 2016   | 1040-115          | 1.29              |
| Грэг рассказывает Стивену о её первой зиме, когда Стивен был ещё младенцем. Тогда самоцветы ещё не совсем приняли Стивена и не понимали, почему Роза Кварц пожертвовала своей формой, чтобы дать жизнь Стивену. |            |                                                                      |                                          |                                                       |                   |                   |                   |
| 114 | 11         | «Сон Стивена»(англ. Steven's Dream)                                  | Джо Джонстон и Рики Комета               | Джефф Лиу и Колин Ховард                              | январь 30, 2017   | 1040-116          | 1.36              |
| Стивен по непонятным причинам плачет. Он понимает, что это может быть связано с Розовым Алмазом, однако самоцветы отказываются давать какую либо информацию. Стивен вместе с Грегом отправляются в Корею, где кажется находятся ответы на вопрос, однако Стивен к своему удивлению замечает, что землю посетила Голубой Алмаз. |            |                                                                      |                                          |                                                       |                   |                   |                   |
| 115 | 12         | «Приключение и светоискажение»(англ. Adventures in Light Distortion) | Кэт Моррис и Рики Комета                 | Рэйвен Молиси и Пол Виллко                            | январь 30, 2017   | 1040-117          | 1.36              |
| Голубой Алмаз решает забрать Грега против его воли в космос. Стивен и самоцветы, используя корабль рубинов отправляются спасать его. |            |                                                                      |                                          |                                                       |                   |                   |                   |
| 116 | 13         | «Самоцветный десант»(англ. Gem Heist)                                | Кэт Моррис и Рики Комета                 | Хилари Флоридо и Лорен Зюк                            | январь 31, 2017   | 1040-118          | 1.25              |
| Главные герои достигают космической станции, принадлежащей когда то розовому Алмазу, там располагается человеческий заповедник, куда и поместили Грега. Чтобы проникнуть на корабль, Самоцветы должны вести себя, как подобает их видам. Гранат разъединяется в Руби и Сапфир. Жемчуг притворяется служанкой Сапфир, Руби её личным охранником, а Аметист внедряется в охранную гвардию Кварцов. Стивен тем временем должен скрываться и найти вход в заповедник. |            |                                                                      |                                          |                                                       |                   |                   |                   |
| 117 | 14         | «Зоопарк»(англ. The Zoo)                                             | Джо Джонстон, Рики Комета и Элле Мишалка | Ламар Абрамс и Кэти Митрофф                           | февраль 1, 2017   | 1040-119          | 1.23              |
| Стивен находит человеческий заповедник. Он хочет освободить людей, однако замечает, что люди внутри живут беспечно и регламентировано. Они не хотят покидать заповедник, так как не знают другой жизни. Стивен решает забрать только Грега. |            |                                                                      |                                          |                                                       |                   |                   |                   |
| 118 | 15         | «На этом всё»(англ. That Will Be All)                                | Джо Джонстон, Рики Комета и Элле Мишалка | Колин Ховард, Джо Джонстон и Ребекка Шугар            | февраль 2, 2017   | 1040-120          | 1.15              |
| На станции находятся голубой и жёлтый Алмазы. Жёлтая настаивает на том, чтобы уничтожить заповедник, голубая же видит в нём наследие Розовой и хочет оставить всё, как есть. Стивен, Грег и самоцветы сбегают, пока их не заметили. |            |                                                                      |                                          |                                                       |                   |                   |                   |
| 119 | 16         | «Новые самоцветы-кристаллы»(англ. The New Crystal Gems)              | Кэт Моррис и Рики Комета                 | Рэйвен Молиси и Пол Виллко                            | февраль 10, 2017  | 1040-121          | 1.06              |
| Конни рассказывает Стивену, как она, Перидот и Ляпис охраняли спокойствие пляжного городка, пока главные герои были в космосе. |            |                                                                      |                                          |                                                       |                   |                   |                   |
| 120 | 17         | «Буря в комнате»(англ. Storm in the Room)                            | Джо Джонстон и Элле Мишалка              | Колин Ховард о Джефф Лиу                              | февраль 17, 2017  | 1040-124          | 1.02              |
| Стивен отправляется в комнату грёз, чтобы проверить, каково быть вместе с Розой Кварц. Видя её добрый образ, Стивен впадает в ярость из-за того, что Роза убила розовый Алмаз, однако так как Роза это лишь образ фантазий Стивена, она ничего не отвечает. Мальчик остаётся без ответа. |            |                                                                      |                                          |                                                       |                   |                   |                   |
| 121 | 18         | «Самоцветный Рональдо»(англ. Rocknaldo)                              | Кэт Моррис и Рики Комета                 | Хилари Флоридо и Лорен Зюк                            | февраль 24, 2017  | 1040-122          | 1.10              |
| Рональдо решает присоединиться к команде самоцветов, Стивен соглашается. Рональдо начинает вести себя вызывающе, Стивену и самоцветам это не нравится. Они понимают, что пригласить Рональдо была плохой идеей. |            |                                                                      |                                          |                                                       |                   |                   |                   |
| 122 | 19         | «Тигр-филантроп»(англ. Tiger Philanthropist)                         | Джо Джонстон и Элле Мишалка              | Ламар Абрамс и Кэти Митрофф                           | март 3, 2017      | 1040-123          | 0.90              |
| Когда Аметист в образе Фиолетовой Пумы прекращает принимать участие в соревнованиях по реслингу, Стивен решает один продолжать бои в образе «Тигра Филантропа» и пытается угодить Ларсу, который сильно разочаровался после ухода Фиолетовой Пумы. |            |                                                                      |                                          |                                                       |                   |                   |                   |
| 123 | 20         | «Рубиновый рай»(англ. Room for Ruby)                                 | Кэт Моррис и Рики Комета                 | Рэйвен Молиси и Лорен Зюк                             | март 10, 2017     | 1040-125          | 0.95              |
| Нэви, одна из Рубинов, пришедших ранее на Землю для поиска Яшмы выразила желание больше узнать о Земле и стать частью команды кристальных самоцветов. Все, кроме Ляпис доверяют ей. Однако истинные мотивы Нэви заключались в том, чтобы украсть из сарая космический корабль и сбежать на нём в космос. |            |                                                                      |                                          |                                                       |                   |                   |                   |
| 124 | 21         | «Лев 4: Альтернативный финал»(англ. Lion 4: Alternate Ending)        | Кэт Моррис и Элле Мишалка                | Хилари Флоридо и Пол Виллко                           | май 8, 2017       | 1040-126          | 1.01              |
| Стивен замечает странное сообщение Розы Кварц на кассете, которое адресовано некой Норе и пытается разыскать ответ на загадку. В конце концов становится ясно, что беременная Роза оставила два сообщения «Стивену» и «Норе», так как не знала, какого пола будет её ребёнок. |            |                                                                      |                                          |                                                       |                   |                   |                   |
| 125 | 22         | «Слежка»(англ. Doug Out)                                             | Джо Джонстон и Элле Мишалка              | Ламар Абрамс и Кэти Митрофф                           | май 9, 2017       | 1040-127          | 0.96              |
| Даг исследует, кто мог проникнуть ночью в парк развлечений, после того, как забор оказался перерезанным. Стивен и Конни присоединяются к нему. Герои находят Лукуса, который однако отрицает, что портил забор. Даг решает простить Лукуса и уезжает с главными героями. За спиной появляются истинные виновники — Топаз и Аквамарин, прибывшие из родного мира.                                                                                                  |            |                                                                      |                                          |                                                       |                   |                   |                   |
| 126 | 23         | «Клёвый Ларс»(англ. The Good Lars)                                   | Джо Джонстон и Элле Мишалка              | Колин Ховард о Джефф Лиу                              | май 10, 2017      | 1040-128          | 0.95              |
| «Крутые ребята» приглашают Стивена, Ларса и Сэйди на складчину. Стивен и Сэйди уговаривают Ларса спечь пирог для вечеринки, однако Ларс стесняется демонстрировать свой навык выпечки. |            |                                                                      |                                          |                                                       |                   |                   |                   |
| 127 | 24         | «Ты мой папа?»(англ. Are You My Dad?)                                | Кэт Моррис и Элле Мишалка                | Рэйвен Молиси и Лорен Зюк                             | май 11, 2017      | 1040-129          | 1.14              |
| Ларс, Сэйди, Лукус и Джейми исчезают. Исследуя исчезновения, Стивен сталкивается с неизвестным самоцветвом — слиянием двух топазов, который ищем «моего папу». |            |                                                                      |                                          |                                                       |                   |                   |                   |
| 128 | 25         | «Я — моя мама»(англ. I Am My Mom)                                    | Кэт Моррис и Элле Мишалка                | Хилари Флоридо и Пол Виллко                           | май 11, 2017      | 1040-130          | 1.14              |
| Стивен и кристальные самоцветы пытаются вызволить из плена Аквамарин и Топаз пойманных подростков. Стивен и Конни проникают в корабль и пытаются освободить подростков. Стивен заявляет, что есть «мой папа» и соглашается на сделку Аквамарин, что отправится с ней в Родниой мир в обмен на освобождение подростков. Аквамарин соглашается, однако в корабле остался Ларс, которому удалось спрятаться в судне.                                                 |            |                                                                      |                                          |                                                       |                   |                   |                   |

## Пятый сезон
| № общий | № в сезоне | Название                                                                    | Режиссёр                    | Автор сценария | Дата премьеры    | Произв. код       | Зрители США (млн) |
| --- | ---------- | --------------------------------------------------------------------------- | --------------------------- | --- | ---------------- | ----------------- | ----------------- |
| 129 | 1          | «Застряли»(англ. Stuck Together)                                            | Кэт Моррис и Лиз Артиниан   | Лорен Зюк | май 29, 2017     | 10??-133          | 1.53              |
| Стивен и Ларс отправляются в родной мир самоцветов. Ларс в отчаянии, но Стивен пытается его подбодрить. Растроганная диалогом Стивена и Ларса, слияние Топаза решает отпустить их и помочь сбежать из корабля на капсуле, однако их останавливает Аквамарин. |            |                                                                             |                             | |                  |                   |                   |
| 130 | 2          | «Суд»(англ. The Trial)                                                      | Джо Джонстон и Лиз Артиниан | Кэти Митрофф и Пол Виллко | май 29, 2017     | 10??-134          | 1.53              |
| Стивен и Ларс прибывают в Родной мир. Так как все думают, что Стивен и есть Роза Кварц, над ним состоится суд, к Стивену приставляют адвоката — Циркон, которая пытается доказать невиновность Стивена. |            |                                                                             |                             | |                  |                   |                   |
| 131 | 3          | «Недоцветы»(англ. Off Colors)                                               | Джо Джонстон и Лиз Артиниан | Ламар Абрамс и Джефф Лиу | май 29, 2017     | 10??-131          | 1.52              |
| Стивен и Ларс сбегают и вынуждены скрываться, на задворках Мегаполиса они встречают бесцветных самоцветов, которые из-за дефектов не способны выполнять поставленные задачи и подлежат уничтожению. Им приходится скрываться под землёй и убегать от дронов. После очередного рейда дронов, Ларс оказывается смертельно ранен. |            |                                                                             |                             | |                  |                   |                   |
| 132 | 4          | «Голова Ларса»(англ. Lars' Head)                                            | Кэт Моррис и Лиз Артиниан   | Джефф Лиу и Мадлен Кверипел                                                                                                   | май 29, 2017     | 10??-132          | 1.52              |
| Стивен с помощью исцеляющей силы возвращает Ларса к жизни. Однако биология Ларса меняется и он приобретает розовый цвет, как и розовый Лев, а волосы Ларса теперь являются порталом в то же карманное измерение, что и грива розового льва. Стивен понимает, что может через измерение вернуться на Землю, Ларс не удерживает Стивена, сказав, что готов столкнуться с трудностями в родном мире самоцветов.                                   |            |                                                                             |                             | |                  |                   |                   |
| 133 | 5          | «Победа Дьюи»(англ. Dewey Wins)                                             | Джо Джонстон и Лиз Артиниан | Ламар Абрамс и Джефф Лиу | декабрь 15, 2017 | 10??-135          | 0.85              |
| Стивен возвращается на Землю. Конни разочарована тем, как Стивен отнёсся к произошедшим событиям и игнорирует мальчика. Исчезновение Ларса подрывает рейтинг мера Билла Дьюи, a Нанафуа организует акции протеста. Билл лишается своего поста мера. |            |                                                                             |                             | |                  |                   |                   |
| 134 | 6          | «Самоцветные каникулы»(англ. Gemcation)                                     | Кэт Моррис и Лиз Артиниан   | Мадлен Кверипел и Лорен Зюк                                                                                                   | декабрь 15, 2017 | 10??-137          | 0.85              |
| Стивен разочарован поступком Конни и впадает в уныние. Грег и самоцветы думают, что Стивен получил психологическую травму после пребывания в родном мире и решают поехать на ранчо. Состояние Стивена только ухудшается и он всё таки решил признаться, что расстроен из-за Конни. |            |                                                                             |                             | |                  |                   |                   |
| 135 | 7          | «Взлёт сарая»(англ. Raising the Barn)                                       | Кэт Моррис и Лиз Артиниан   | Эмбер Крэгг и Хилари Флоридо                                                                                                  | декабрь 22, 2017 | 10??-136          | 0.89              |
| Когда Ляпис и Перидот узнают, что произошло со Стивеном в родном мире. Ляпис пугается и решает покинуть Землю в надежде избежать очередную войну самоцветов. Перидот же решила остаться на Земле и защищать Землю, однако ей не удалось убедить Ляпис. |            |                                                                             |                             | |                  |                   |                   |
| 136 | 8          | «И снова Детский Сад»(англ. Back to the Kindergarten)                       | Джо Джонстон и Лиз Артиниан | Кэти Митрофф и Пол Виллко | декабрь 22, 2017 | 10??-138          | 0.89              |
| Ляпис покинула Землю, забрав с собой здание сарая. Перидот впала в уныние. Стивен и Аметист решают подбодрить Пери и они решают посадить цветы в киндергартене в надежде на то, что они там приживутся, однако впоследствии герои сталкиваются с монстром и понимают, что земля киндергартена безнадёжно непригодна для жизни. |            |                                                                             |                             | |                  |                   |                   |
| 137 | 9          | «Новая Сэйди»(англ. Sadie Killer)                                           | Джо Джонстон и Лиз Артиниан | Ламар Абрамс и Джефф Лиу | декабрь 29, 2017 | 10??-139          | 0.77              |
| Стивен и «крутые ребята» решают сформировать музыкальную банду и пригласить Сэйди, которая страдает тяжёлой депрессией из-за исчезновения Ларса. Сэйди находит отдушину в новом развлечении и пишет новый музыкальный клип. |            |                                                                             |                             | |                  |                   |                   |
| 138 | 10         | «Вечеринка Кевина»(англ. Kevin Party)                                       | Кэт Моррис и Лиз Артиниан   | Эмбер Крэгг и Хилари Флоридо                                                                                                  | декабрь 29, 2017 | 10??-140          | 0.77              |
| Кевин устраивает вечеринку и приглашает Стивена с Конни в надежде, что они сольются в Стивонни. Стивен видит в этом шанс снова встретится с Конни. |            |                                                                             |                             | |                  |                   |                   |
| 139 | 11         | «Звёздный Ларс»(англ. Lars of the Stars)                                    | Кэт Моррис и Лиз Артиниан   | Ламар Абрамс и Лорен Зюк | январь 5, 2018   | 10??-141          | 1.11              |
| Стивен и Конни отправляются через карманное измерение к Ларсу и узнают, что за это время он успел стать капитаном бесцветных самоцветов и украл космический корабль у Изумруд. |            |                                                                             |                             | |                  |                   |                   |
| 140 | 12         | «Лунные джунгли»(англ. Jungle Moon)                                         | Джо Джонстон и Лиз Артиниан | Мики Брюстер и Джефф Лиу | январь 5, 2018   | 10??-143          | 1.11              |
| Изумруд нападает на корабль Ларса и Стивонни попадает на неизвестную планету, он(а) не может связаться с Ларсон и выживает на планете. На планете оказываются руины самоцветов. Стивонни снится странный сон, где он(а) от первого лица наблюдает за действиями Розового Алмаза. |            |                                                                             |                             | |                  |                   |                   |
| 141 | 13         | «Твоя мама и моя»(англ. Your Mother and Mine)                               | Джо Джонстон и Лиз Артиниан | Кэти Митрофф и Пол Виллко | апрель 9, 2018   | 10??-142          | 0.77              |
| Стивен через карманное измерение приводит Гранат в космический корабль Ларса. Там Гранат узнаёт от бесцветных, что в родним мире верят, что Роза Кварц была мифической злодейкой, уничтожившей Розовую. Гранат рассказывает им правду. |            |                                                                             |                             | |                  |                   |                   |
| 142 | 14         | «Большой концерт»(англ. The Big Show)                                       | Кэт Моррис и Лиз Артиниан   | Хилари Флоридо и Эмбер Крэгг                                                                                                  | апрель 16, 2018  | 10??-144          | 0.56              |
| Стивен снимает документальный фильм о новой рок-банде Сэйди. Грег соглашается стать продюсером для молодой группы и добиться того, чтобы они смогли выступить в столице. |            |                                                                             |                             | |                  |                   |                   |
| 143 | 15         | «Озеро невероятности»(англ. Pool Hopping)                                   | Джо Джонстон и Лиз Артиниан | Кэти Митрофф, Пол Виллко и Джо Джонстон                                                                                       | апрель 23, 2018  | 10??-146          | 0.54              |
| Гранат ведёт себя непредсказуемо, чтобы обмануть своё ведение будущего. Она и Стивен обнаруживают бездомных котят. Гранат призналась, что её способность не идеальна и она чувствует стресс, когда не уверена, что ждёт её в будущем. |            |                                                                             |                             | |                  |                   |                   |
| 144 | 16         | «Письма Ларсу»(англ. Letters to Lars)                                       | Кэт Моррис и Лиз Артиниан   | Ламар абрамс и Колин Ховард                                                                                                   | апрель 30, 2018  | 10??-145          | 0.40              |
| Ларс получает письмо от Стивена, где тот рассказывает, как поживают жители пляжного городка. Билл Дьюи лишился поста мера и свыкается со своим новым положением. |            |                                                                             |                             | |                  |                   |                   |
| 145 | 17         | «Не могу вернуться»(англ. Can't Go Back)                                    | Джо Джонстон и Лиз Артиниан | Мики Брюстер и Джефф Лиу | май 7, 2018      | 10??-147          | 0.74              |
| Рональдо обнаруживает на Луне сарай, украденный Ляпис. Стивен отправляется на Луну, чтобы уговорить Ляпис вернуться на Землю, но терпит неудачу. |            |                                                                             |                             | |                  |                   |                   |
| 146 | 18         | «Одна Бледная Роза»(англ. A Single Pale Rose)                               | Кэт Моррис и Лиз Артиниан   | Эмбер Крэгг и Хилари Флоридо                                                                                                  | май 7, 2018      | 10??-148          | 0.74              |
| Стивен в стремлении узнать правду о снах в образе Розового Алмаза, пытается узнать ответ у Жемчуг, однако та не может ответить. Однако Жемчуг просит Стивена проникнуть в её камень, чтобы найти телефон. Стивен видит сцены прошлого Жемчуг и Розы Кварц, в одном из них Жемчуг служит Розовому Алмазу и должна в облике Розы инсценировать убийство Розовой. Стивен осознаёт, что Роза Кварц и есть Розовый Алмаз.                           |            |                                                                             |                             | |                  |                   |                   |
| 147 | 19         | «Теперь мы только распадаемся на части»(англ. Now We're Only Falling Apart) | Кэт Моррис и Лиз Артиниан   | Ламар Абрамс и Кристина Лиу                                                                                                   | июль 2, 2018     | 10??-149          | 0.84              |
| После того, как Стивен сообщает ошеломляющую правду о Розе, Гранат из-за переизбытка чувств разъединяется в Рубин и Сапфир. Сапфир чувствует, что её предали, оскорбляет Рубин и убегает в слезах. Стивен и Жемчуг хотят её успокоить, и Жемчуг рассказывает, как она решила вместе с Розовым Алмазом встать на защиту Земли, желая защитить её аборигенов, и что именно слияние Гранат когда-то повлияло на решение Розовой стать повстанцем. |            |                                                                             |                             | |                  |                   |                   |
| 148 | 20         | «В чём твоя проблема?»(англ. What's Your Problem)                           | Джо Джонстон и Лиз Артиниан | Кэти Митрофф и Пол Виллко | июль 3, 2018     | 10??-150          | 0.93              |
| Растерянная Рубин сбегает после резких слов Сапфир. Сапфир чувствует из-за этого сильную вину. Стивен и Аметист отправляются на поиски исчезнувшей. |            |                                                                             |                             | |                  |                   |                   |
| 149 | 21         | «Вопрос»(англ. The Question)                                                | Джо Джонстон и Лиз Артиниан | Мики Брюстер и Джефф Лиу | июль 4, 2018     | 10??-151          | 0.71              |
| Рубин решает после долгого слияния исследовать свою собственную жизнь и мечтает жить, как ковбой. Стивен, Аметист и Грег решают помочь ей, например Аметист принимает форму лошади. Тем не менее Руби понимает, что ей сильно не хватает Сапфир и возвращается домой, чтоб сделать ей предложение. |            |                                                                             |                             | |                  |                   |                   |
| 150 | 22         | «Сделан из чести»(англ. Made of Honor)                                      | Кэт Моррис и Лиз Артиниан   | Ламар Абрамс и Кристина Лиу                                                                                                   | июль 5, 2018     | 10??-152          | 0.83              |
| Руби и Сапфир планируют проведение свадьбы. Сапфир желает видеть на свадьбе всех самоцветов, выживших после войны. Стивен решает освободить Висмут и предложить ей присутствовать на свадебной церемонии. |            |                                                                             |                             | |                  |                   |                   |
| 151152 | 2324       | «Воссоединение»(англ. Reunited)                                             | Джо Джонстон и Лиз Артиниан | Мики Брюстер, Джефф Лиу, Кэти Митрофф и Пол Виллко                                                                            | июль 6, 2018     | 10??-153/10??-154 | 0.97              |
| Настаёт день свадьбы. Руби и Сапфир дают обет и снова сливаются в Гранат. Однако свадьбу прерывают прибывшие Голубой и Жёлтый Алмазы, намеренные уничтожить Стивена — «Розу Кварц». Однако победить алмазов помогает кластер, сумевший частично приобрести форму руки. Стивен доносит алмазам, что является Розовым Алмазом. |            |                                                                             |                             | |                  |                   |                   |
| 153 | 25         | «Ноги Отсюда и до Родного мира»(англ. Legs From Here to Homeworld)          | Кэт Моррис и Лиз Артиниан   | Эмбер Крэгг, Хилари Флоридо и Том Херпич                                                                                      | июль 22, 2018    | TBA               | н/д               |
| Жёлтая и Голубая ошеломлены. Стивен спрашивает, как можно вылечить все повреждённые самоцветы на земле, и Жёлтая и Голубая пытаются «вылечить» Многоножку, однако это не удаётся им. Понимая что тут необходима сила Белого Алмаза, алмазы забирают Стивена и самоцветов в Родной мир. Стивен встречается с Белым Алмазом. |            |                                                                             |                             | |                  |                   |                   |
| 154 | 26         | «Знакомо»(англ. Familiar)                                                   | Кэт Моррис и Лиз Артиниан   | Эмбер Крэгг, Хилари Флоридо, Том Херпич, Пен Уорд                                                                             | декабрь 24, 2018 | TBA               | н/д               |
| Несмотря на все происходящие изменения в жизни Стивена, он пытается найти свое место в мире. |            |                                                                             |                             | |                  |                   |                   |
| 155 | 27         | «Вместе одни»(англ. Together Alone)                                         | Кэт Моррис и Лиз Артиниан   | Ламар Абрамс, Кристина Лю, Том Херпич                                                                                         | декабрь 31, 2018 | TBA               | н/д               |
| Стивен организует вечеринку, для того чтобы объединить свою семью. |            |                                                                             |                             | |                  |                   |                   |
| 156 | 28         | «Эскапизм»(англ. Escapism)                                                  | Джо Джонстон и Лиз Артиниан | Джо Джонстон и Адам Муто | январь 7, 2019   | TBA               | н/д               |
| Стивен использует свои телепатические способности чтобы найти помощь. |            |                                                                             |                             | |                  |                   |                   |
| 157160 | 2932       | «Измени свое мнение»(англ. Change Your Mind)                                | Джо Джонстон и Лиз Артиниан | Ребекка Шугар, Джо Джонстон, Ламар Абрамс, Хилари Флоридо, Джефф Лью, Кэт Моррис, Кэти Митрофф, Пол Виллеко, Йен Джонс-Кварти | январь 21, 2019  | TBA               | н/д               |
| Стивен сталкивается с самым тяжелым испытанием. |            |                                                                             |                             | |                  |                   |                   |

## Шестой сезон
| № в сериале | № в сезоне | Название                                              | Режиссёр                                                                                         | Автор сценария                       | Дата премьеры   | Произв. код | Зрители США (млн) |
| --- | ---------- | ----------------------------------------------------- | ------------------------------------------------------------------------------------------------ | ------------------------------------ | --------------- | ----------- | ----------------- |
| 161 | 1          | Школа Маленького Хоумворлда (англ. Little Homeschool) | Хесун Пак, Лиз Артинян, Патрик Брайсон, Кэт Моррис, Алонсо Рамирез Рамоз                         | Пол Виллеко, Дрю Грин                | 7 декабря 2019  |             |                   |
| Добро пожаловать в Школу Маленького Родного мира, место на Земле, где самоцветы всей вселенной могут научиться жить дружно. Но один самоцвет отказывается её посещать. |            |                                                       |                                                                                                  |                                      |                 |             |                   |
| 162 | 2          | Руководство (англ. Guidance)                          | Гиен Пэ, Джинкхи Пак, Лиз Артинян, Патрик Брайсон, Кэт Моррис, Алонсо Рамирез Рамоз              | Эмиш Кумар, Аэрон Остин              | 7 декабря 2019  |             |                   |
| Аметист помогает ученикам Школы найти подработку, но Стивен сомневается в её методах. |            |                                                       |                                                                                                  |                                      |                 |             |                   |
| 163 | 3          | Бутоны Розы (англ. Rose Buds)                         | Сенвук Шин, Санан Чон, Санман Пак, Лиз Артинян, Патрик Брайсон, Кэт Моррис, Алонсо Рамирез Рамоз | Адам Муто, Ламар Абрамс              | 7 декабря 2019  |             |                   |
| Стивена навещают старые друзья с нежданным визитом ─ ещё более нежданными новыми знакомствами. |            |                                                       |                                                                                                  |                                      |                 |             |                   |
| 164 | 4          | Волейбол (англ. Volleyball)                           | Гиен Пэ, Юнок Чой, Лиз Артинян, Патрик Брайсон, Кэт Моррис, Алонсо Рамирез Рамоз                 | Майя Питерсен, Этьен Гуингард        | 7 декабря 2019  |             |                   |
| Стивен решается помочь Розовой Жемчуг исцелить шрам на её лице. |            |                                                       |                                                                                                  |                                      |                 |             |                   |
| 165 | 5          | Синяя птица (англ. Bluebird)                          | Гиен Пэ, Джинкхи Пак, Лиз Артинян, Кэт Моррис, Алонсо Рамирез Рамоз                              | Ламар Абрамс, Мики Брюстер           | 14 декабря 2019 |             |                   |
| Стивена смущают мотивы таинственного слияния, внезапно появившегося на пороге его дома. |            |                                                       |                                                                                                  |                                      |                 |             |                   |
| 166 | 6          | Очень важный эпизод (англ. A Very Special Episode)    | Сенвук Шин, Санан Чон, Санман Пак, Лиз Артинян, Патрик Брайсон, Кэт Моррис, Алонсо Рамирез Рамоз | Эмиш Кумар, Аэрон Остин              | 14 декабря 2019 |             |                   |
| Радужный Кварц 2.0 пообещал провести время с Лукусом, а Солнечный Камень запланировала самоцвет-инар по домашней безопасности. Как Стивену удастся быть в двух местах, и двух слияниях, одновременно? |            |                                                       |                                                                                                  |                                      |                 |             |                   |
| 167 | 7          | Снежный день (англ. Snow Day)                         | Хесун Пак, Лиз Артинян, Кэт Моррис, Алонсо Рамирез Рамоз                                         | Майя Питерсен, Этьен Гуингард        | 14 декабря 2019 |             |                   |
| У Стивена и Кристальных самоцветов есть шанс наверстать упущенное, пока они завалены снегом. |            |                                                       |                                                                                                  |                                      |                 |             |                   |
| 168 | 8          | Почему так грустно (англ. Why So Blue?)               | Сенвук Шин, Санан Чон, Санман Пак, Лиз Артинян, Кэт Моррис, Алонсо Рамирез Рамоз                 | Джо Джонстон, Эмиш Кумар, Уоррен Фок | 21 декабря 2019 |             |                   |
| До Стивена дошли слухи, что пара самоцветов до сих пор уничтожают миры. Если он их не остановит, может Ляпис сможет? |            |                                                       |                                                                                                  |                                      |                 |             |                   |
| 169 | 9          | Мини-выпускной (англ. Little Graduation)              | Гиен Пэ, Юнок Чой, Лиз Артинян, Кэт Моррис, Алонсо Рамирез Рамоз                                 | Пол Виллеко, Дрю Грин                | 28 декабря 2019 |             |                   |
| Стивен и самоцветы празднуют окончание первого учебного года в Школе Маленького Родного мира. |            |                                                       |                                                                                                  |                                      |                 |             |                   |
| 170 | 10         | Колючая пара (англ. Prickly Pair)                     | Хесун Пак, Лиз Артинян, Кэт Моррис, Алонсо Рамирез Рамоз                                         | Пол Виллеко, Дрю Грин                | 28 декабря 2019 |             |                   |
| Стивен нашёл себе новое хобби — растения. Но его новое хобби едва не заканчивается для него и самоцветов гибелью. |            |                                                       |                                                                                                  |                                      |                 |             |                   |
| 171 | 11         | В мечтах (англ. In Dreams)                            | Сенвук Шин, Санан Чон, Санман Пак, Лиз Артинян, Кэт Моррис, Алонсо Рамирез Рамоз                 | Майя Питерсен, Этьен Гуингард        | 6 марта 2020    |             |                   |
| Стивен, прогуливаясь по пляжу, замечает в своём доме вечеринку. Когда он открывает дверь, дверь и окна пропадают. И Стивен падает в пустоту. Стивен просыпается и слышит стучащую в дверь Перидот. Она приходит смотреть вместе со Стивеном перезапуск сериала "Лагерь Купидона". В конце сериала в телевизоре они замечают сон Стивена. И Перидот приходит идея улучшить сериал с помощью сна Стивена. |            |                                                       |                                                                                                  |                                      |                 |             |                   |
| 172 | 12         | Будни Висмут (англ. Bismuth Casual)                   | Гиен Пэ, Джинкхи Пак, Лиз Артинян, Кэт Моррис, Алонсо Рамирез Рамоз                              | Ламар Абрамс, Мики Брюстер           | 6 марта 2020    |             |                   |
| Жемчуг приглашает Висмут покататься на роликовых коньках, а вместе с этим научиться "ковать" хорошие отношения с людьми. |            |                                                       |                                                                                                  |                                      |                 |             |                   |
| 173 | 13         | Навсегда вместе (англ. Together Forever)              | Гиен Пэ, Джинкхи Пак, Лиз Артинян, Кэт Моррис, Алонсо Рамирез Рамоз                              | Майя Питерсен, Этьен Гуингард        | 13 марта 2020   |             |                   |
| У Конни имеется чёткое видение своего будущего, и Стивен хочет быть уверен, что он будет его частью. |            |                                                       |                                                                                                  |                                      |                 |             |                   |
| 174 | 14         | Растущая боль (англ. Growing Pains)                   | Гиен Пэ, Пак Цзиньхуэй, Лиз Артинян, Кэт Моррис, Алонсо Рамирез Рамоз                            | Пол Виллеко, Дрю Грин                | 13 марта 2020   |             |                   |
| Стивен впервые идёт к доктору. |            |                                                       |                                                                                                  |                                      |                 |             |                   |
| 175 | 15         | Мистер Юниверс (англ. Mr. Universe)                   | Гиен Пэ, Джинкхи Пак, Лиз Артинян, Кэт Моррис, Алонсо Рамирез Рамоз                              | Джо Джонстон, Эмиш Кумар, Уоррен Фок | 20 марта 2020   |             |                   |
| Грэг берёт Стивена в дорогу, чтобы рассказать о происхождении фамилии Юнивёрс и своем прошлом. |            |                                                       |                                                                                                  |                                      |                 |             |                   |
| 176 | 16         | Осколки (англ. Fragments)                             | Хесун Пак, Лиз Артинян, Кэт Моррис, Алонсо Рамирез Рамоз                                         | Ламар Абрамс, Мики Брюстер           | 20 марта 2020   |             |                   |
| Стивен отправляется в лес, чтобы обучиться у сильного наставника - Яшмы. |            |                                                       |                                                                                                  |                                      |                 |             |                   |
| 177 | 17         | Грани Родного мира (англ. Homeworld Bound)            | Гиен Пэ, Джинкхи Пак, Лиз Артинян, Кэт Моррис, Алонсо Рамирез Рамоз                              | Пол Виллеко, Дрю Грин                | 27 марта 2020   |             |                   |
| Стивен отправляется в Родной мир, чтобы понять, что с ним происходит и как это можно исправить. |            |                                                       |                                                                                                  |                                      |                 |             |                   |
| 178 | 18         | Всё в порядке (англ. Everything’s Fine)               | Гиен Пэ, Джинкхи Пак, Лиз Артинян, Кэт Моррис, Алонсо Рамирез Рамоз                              | Майя Питерсен, Этьен Гуингард        | 27 марта 2020   |             |                   |
| Стивен утверждает, что всё в порядке. |            |                                                       |                                                                                                  |                                      |                 |             |                   |
| 179 | 19         | Я — мой монстр (англ. I Am My Monster)                | Гиен Пэ, Джинкхи Пак, Лиз Артинян, Кэт Моррис, Алонсо Рамирез Рамоз                              | Мики Брюстер, Этьен Гуингард         | 27 марта 2020   |             |                   |
| Всё не в порядке. |            |                                                       |                                                                                                  |                                      |                 |             |                   |
| 180 | 20         | Будущее (англ.The Future )                            | Гиен Пэ, Джинкхи Пак, Лиз Артинян, Кэт Моррис, Алонсо Рамирез Рамоз                              | Майя Питерсен, Эмиш Кумар            | 27 марта 2020   |             |                   |
| Стивен наконец-то готов двигаться дальше. |            |                                                       |                                                                                                  |                                      |                 |             |                   |